# Блакитні танцівниці
«Блакитні танцівниці» (фр. Danseuses bleues) — картина французького художника-імпресіоніста Едгара Деґа, написана в 1897 році. Зберігається в Державному музеї образотворчих мистецтв імені О. С. Пушкіна в Москві, в який поступила в 1948 році з Державного музею нового західного мистецтва; до 1918 року знаходилася у зібранні Сергія Івановича Щукіна в Москві, після написання картина зберігалася в зібранні Дюран-Рюеля в Парижі. Картина виконана пастеллю на папері розміром 65×65 см.

## Історія створення
Твір належить до пізнього етапу творчості Едґара Деґа, коли його зір ослаб, і він став працювати великими колірними плямами, надаючи першорядне значення декоративній організації поверхні картини. Тематика танцівниць була дуже близька художнику і неодноразово повторювалася в техніці пастелі, олійного живопису і малюнка. На думку деяких критиків, за красою колірної гармонії і композиційного рішення картина «Блакитні танцівниці» може вважатися найкращим втіленням цієї теми у Дега, який домігся в цій картині граничного багатства фактури і колірних поєднань.

## Пізні пастелі та фото Дега

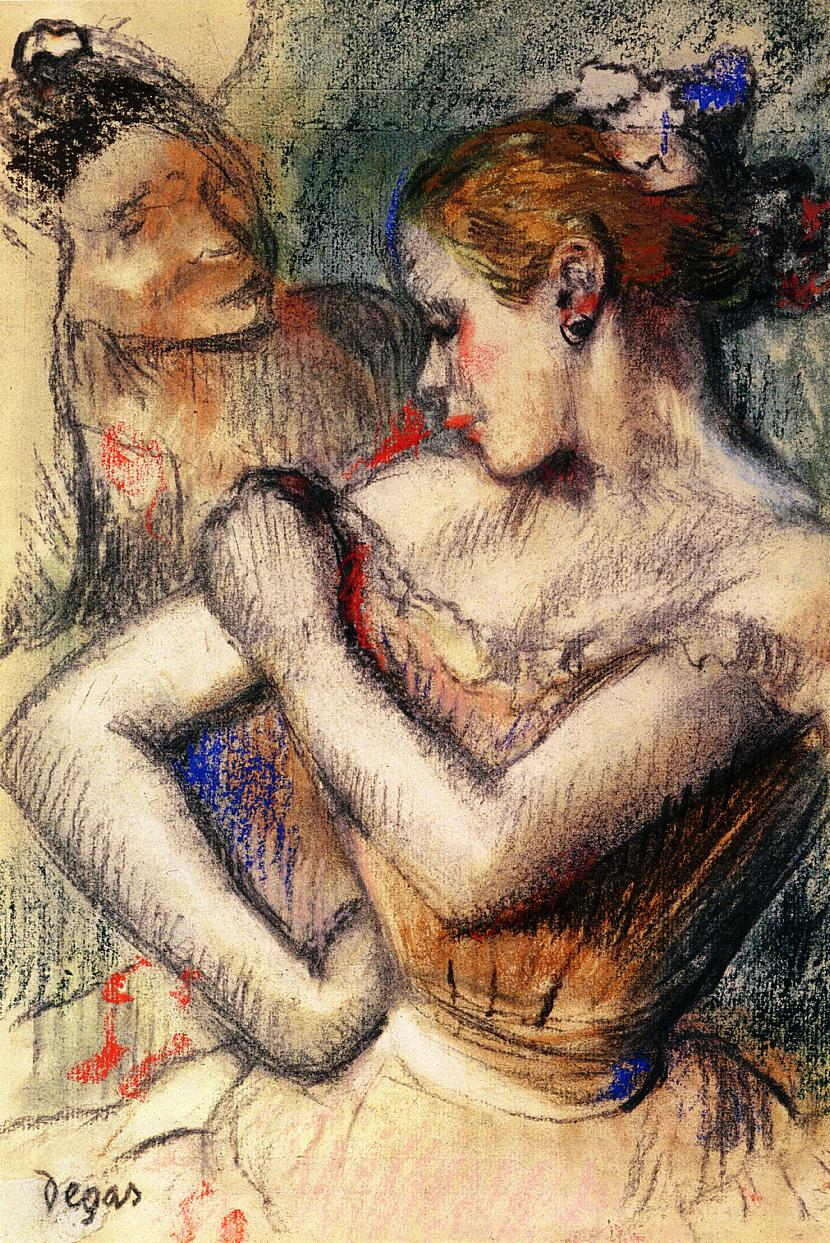
1896
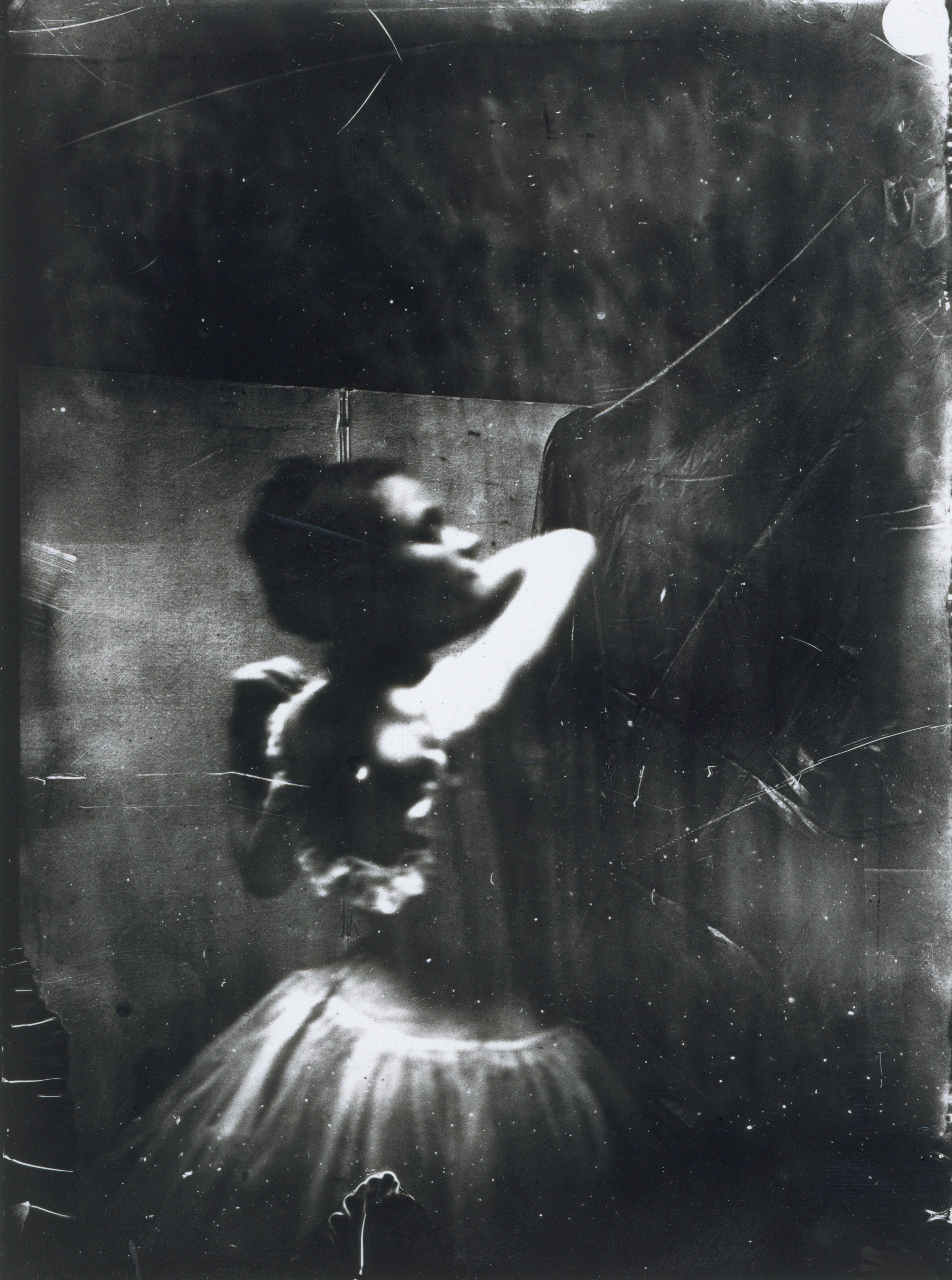
Фото 1896 року роботи Дега
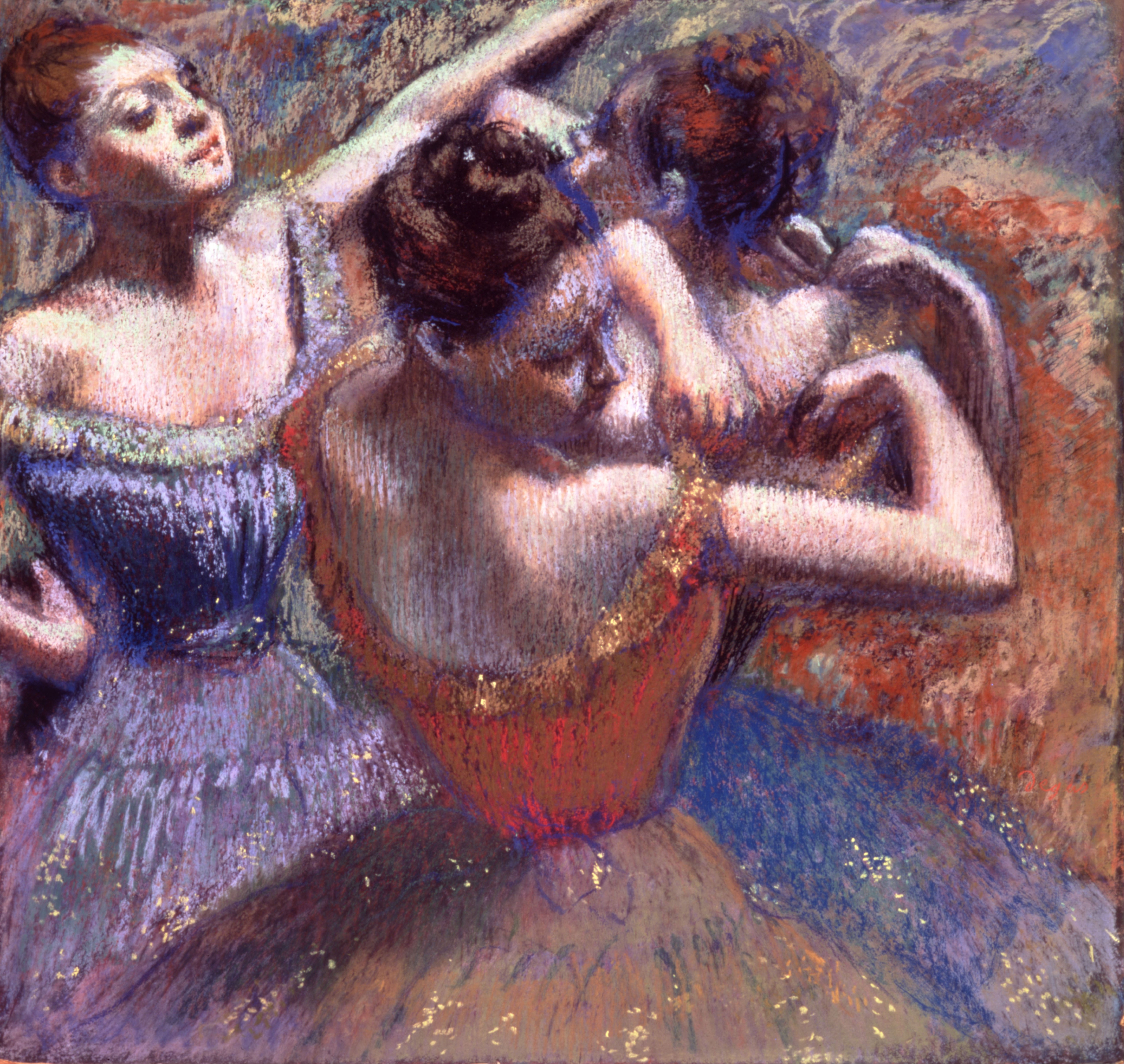
1899
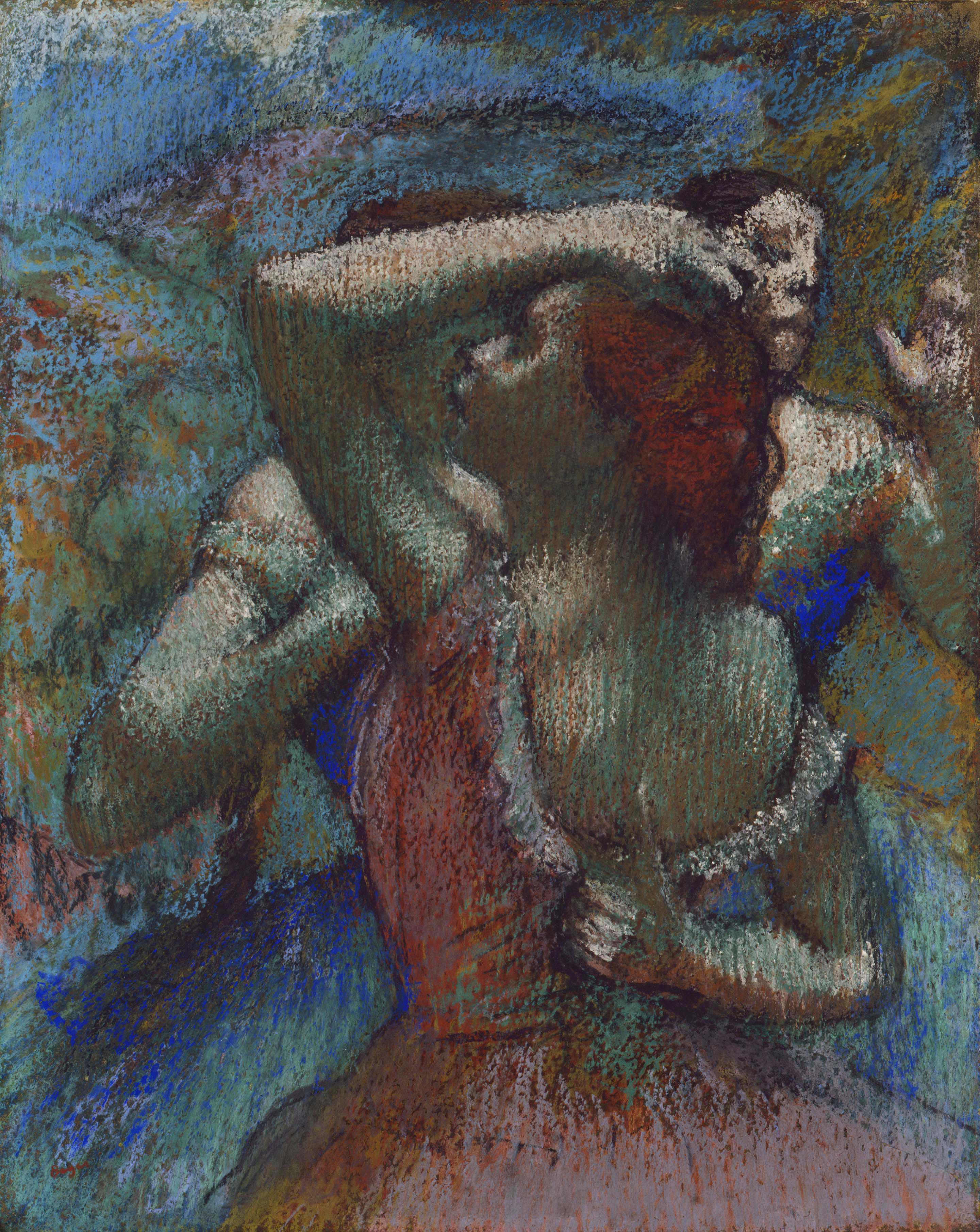
1900